# Ернст Мельхіор
Ернст Мельхіор (нім. Ernst Melchior, 26 червня 1920, Філлах — 5 серпня 1978, Руан) — австрійський футболіст, що грав на позиції нападника. По завершенні ігрової кар'єри — тренер.
Виступав, зокрема, за віденську «Аустрію», а також національну збірну Австрії.
Триразовий чемпіон Австрії. Дворазовий володар Кубка Австрії. 

## Клубна кар'єра
У дорослому футболі дебютував 1940 року виступами за команду клубу «Філлах» з рідного міста, в якій провів шість сезонів. 
Своєю грою за цю команду привернув увагу представників тренерського штабу клубу «Аустрія» (Відень), до складу якого приєднався 1946 року. Відіграв за віденську команду наступні сім сезонів своєї ігрової кар'єри. Більшість часу, проведеного у складі віденської «Аустрії», був основним гравцем атакувальної ланки команди. У складі віденської «Аустрії» був одним з головних бомбардирів команди, маючи середню результативність на рівні 0,76 голу за гру першості. За цей час тричі виборював титул чемпіона Австрії.
Протягом 1954—1958 років захищав кольори французького «Руана».
Завершив професійну ігрову кар'єру також у Франції, у клубі «Нант», за команду якого виступав протягом 1958—1959 років.

## Виступи за збірну
1946 року дебютував в офіційних матчах у складі національної збірної Австрії. Протягом кар'єри у національній команді, яка тривала 8 років, провів у формі головної команди країни 36 матчів, забивши 16 голів. У складі збірної був учасником футбольного турніру на Олімпіаді 1948 року.

## Кар'єра тренера
Розпочав тренерську кар'єру, повернувшись до футболу після невеликої перерви, 1963 року, очоливши тренерський штаб турецького «Бешикташа», з яким працював протягом року.
1967 року став головним тренером команди «Фортуна» (Дюссельдорф), тренував клуб з Дюссельдорфа один рік.
У 1968—1969 роках працював у Тунісі, де тренував місцевий «Клуб Африкен», з яким двічі перемагав у місцевій футбольній першості.
Згодом протягом 1969–1972 років очолював тренерський штаб збірної Люксембургу.
Останнім місцем тренерської роботи був французький «Руан», головним тренером команди якого Ернст Мельхіор був з 1972 по 1975 рік.
Помер 5 серпня 1978 року на 59-му році життя.

## Титули і досягнення

### Як гравця
- Чемпіон Австрії (3):

«Аустрія» (Відень):  1948-1949, 1949-1950, 1952-1953
- Володар Кубка Австрії (2):

«Аустрія» (Відень):  1947-1948, 1948-1949

### Як тренера
- Володар Кубка Тунісу (2):

«Клуб Африкен»: 1968, 1969
- Чемпіон Тунісу (1):

«Клуб Африкен»: 1968